# Карповка (Малиновский сельсовет)
Карповка (бел. Карпаўка) — деревня в Малиновском сельсовете Лоевского района Гомельской области Беларуси.

## География

### Расположение
В 22 км на северо-запад от Лоева, 60 км от железнодорожной станции Речица, 80 км от Гомеля.

## История
В 1897 году в Холмечской волости Речицкого уезда Минской губернии, возле военно-коммуникационной дороги из Речицы в Брагин. С 26 апреля 1919 года деревня в составе Гомельской губернии РСФСР. С 8 декабря 1923 года в Гомельском округе БССР, с 8 декабря 1926 года в Хатковском сельсовете Холмечского района Речицкого с 9 июня 1927 года Гомельского округов, с 4 августа 1927 года в Лоевском районе Гомельского округа (до 26 июля 1930 года), с 20 февраля 1938 года Гомельской области. В 1927 году деревня Карповка и хутор Карповский. В 1930-е годы в деревне создан колхоз имени Чарвякова, работала кузница. С 25 декабря 1962 года до 30 июля 1966 года в составе Речицкого района, с 29 января 1964 года в Новоборщёвском сельсовете.

## Население

### Численность
- 2004 год — [сколько?]жителей.

### Динамика
- 1897 год — 15 дворов, 88 жителей (согласно переписи).
- 1909 год — 19 дворов, 132 жителя.
- 1917 год — 23 хозяйства, 159 жителей.
- 1927 год — в деревне 32 двора, 182 жителя; на хуторе 2 хозяйства, 12 жителей.
- 1959 год — 54 жителя (согласно переписи).
- 1970 год — 42 жителя.